# تربونس-دو-لوچون
تربونس-دو-لوچون (به فرانسوی: Trébons-de-Luchon) یک کامین در فرانسه است که در Canton of Bagnères-de-Luchon واقع شده‌است.

## خصوصیات
تربونس-دو-لوچون ۰٫۸ کیلومترمربع مساحت و ۷ نفر جمعیت دارد و ۸۰۰ متر بالاتر از سطح دریا واقع شده‌است.